# Tobias Hack
Tobias Hack (* 15. Januar 1973 in Villingen-Schwenningen) ist ein deutscher Theologe.

## Leben
Tobias Hack wuchs in Niedereschach auf. Nach dem Abitur 1992 auf dem Romäus-Gymnasium Villingen studierte er von 1992 bis 1997 katholische Theologie an der Albert-Ludwigs-Universität Freiburg und an der Universität Innsbruck. Nach dem pastoralen Praxisjahr 1998 als Diakon in Rheinfelden (Baden) und der Priesterweihe am 16. Mai 1999 in Freiburg im Breisgau war er von 1999 bis 2002 Vikar in der Seelsorgeeinheit Oberkirch.
Von 2002 bis 2004 war er akademischer Mitarbeiter am Arbeitsbereich Moraltheologie der Theologischen Fakultät der Universität Freiburg im Breisgau. 2005 wurde er pastoraler Mitarbeiter in der Seelsorgeeinheit March. Von 2005 bis 2009 war er akademischer Mitarbeiter am Arbeitsbereich Moraltheologie der Theologischen Fakultät der Universität Freiburg im Breisgau. Von 2009 bis 2010 war er pastoraler Mitarbeiter in der Seelsorgeeinheit March. Nach der Promotion zum Dr. theol. (summa cum laude) am 15. Juli 2010 war er erneut bis 2016 Akademischer Mitarbeiter am Arbeitsbereich Moraltheologie der Theologischen Fakultät der Universität Freiburg im Breisgau. Die Dissertation wurde mit dem Alumni-Preis der Universität Freiburg am 16. Juli 2010 ausgezeichnet.
Die zertifizierte hochschuldidaktische Weiterbildung für Habilitanden und Doktoranden der Katholischen Theologie Theologie lehren lernen (Fakultätentag/DBK) machte er 2013/2014. Seit 2016 ist er Kooperator in der Seelsorgeeinheit March-Gottenheim. Nach der Habilitation und Verleihung der Venia legendi im Fach Moraltheologie am 31. Mai 2017 hatte er 2017/2018 Lehraufträge an der Theologischen Fakultät Fulda (mit Marburg) und der Hochschule Fulda. Seit Juni 2018 lehrt er als Professor für Moraltheologie und christliche Sozialwissenschaft an der Theologischen Fakultät Fulda.
Heute (Stand 2024) ist Hack Institutsleiter und Vorsitzender des Prüfungsausschusses am Katholisch-Theologischen Seminar an der Philipps-Universität Marburg.
Seine Forschungsschwerpunkte sind Medizinethik, Fragen des guten Lebens, Vergebung und Versöhnung und Grundlegungsfragen der theologischen Ethik.

## Schriften (Auswahl)
- Der Streit um die Beseelung des Menschen. Eine historisch-systematische Studie (= Studien zur theologischen Ethik. Band 131). Acad. Press Fribourg u. a., Freiburg im Üechtland u. a. 2011, ISBN 978-3-7278-1689-5 (zugleich Dissertation, Freiburg im Breisgau 2010).
- Ermöglichte Vergebung. Zur bibeltheologischen Fundierung eines zentralen Begriffs christlicher Ethik (= Freiburger theologische Studien. Band 185). Herder, Freiburg im Breisgau/Basel/Wien 2018, ISBN 3-451-38084-6 (zugleich Habilitationsschrift, Freiburg im Breisgau 2017).